# Cộng hòa Xã hội chủ nghĩa Xô viết Karelia–Phần Lan
Cộng hòa Xã hội chủ nghĩa Xô viết Karelia–Phần Lan (tiếng Phần Lan: Karjalais-suomalainen sosialistinen neuvostotasavalta;
tiếng Nga: Карело-Финская Советская Социалистическая Республика, đã Latinh hoá: Karelo-Finskaya Sovietskaya
Sotsialisticheskaya Respublika) là một nước cộng hòa tồn tại trong một khoảng thời gian ngắn của Liên bang Xô viết. Cộng hòa đã tồn tại từ năm 1940 cho đến khi được hợp nhất trở lại vào Cộng hòa Xã hội chủ nghĩa Xô viết Liên bang Nga năm 1956 và được gọi là Cộng hòa Xã hội chủ nghĩa Xô viết Tự trị Karelia.

## Lịch sử
Cộng hòa Xã hội chủ nghĩa Xô viết Karelia–Phần Lan được thành lập từ ngày 31 tháng 3 năm 1940, kết hợp Cộng hòa Xã hội chủ nghĩa Xô viết Tự trị Karelia và Cộng hòa Dân chủ Phần Lan (được thành lập trên phần lãnh thổ do Phần Lan nhượng lại trong Chiến tranh Mùa đông theo Hiệp ước Hòa bình Moskva, vốn tên là Eo đất Karelia và Ladoga Karalia, bao gồm cả các thành phố Viipuri và Sortavala). Toàn bộ dân cư Karelia tại vùng được nhượng, tức khoảng 420.000 người đã di tản sang Phần Lan và những người định cư tại đây đến từ những nơi khác thuộc Liên Xô.
Việc thành lập một Cộng hòa mới thuộc Liên bang cho một dân tộc không có dân số lớn và thuần nhất như vậy là điều chưa từng có tiền lệ trong lịch sử Liên bang Xô viết. Một vài nhà lịch sử sau này giải thích rằng việc nâng Xô viết Karelia từ Cộng hòa Xã hội chủ nghĩa Xô viết Tự trị (thuộc CHXHCNXV Liên bang Nga) thành một Cộng hòa Xã hội chủ nghĩa Xô viết là có lý do chính trị, để tạo thuận lợi cho việc sáp nhập lãnh thổ này của Phần Lan một cách dễ dàng và có thể là cả phần còn lại của Phần Lan vào Liên Xô.
Những năm chiến tranh tiếp theo, Phần Lan đã sáp nhập trở lại lãnh thổ bị mất năm 1940; và đã chiếm giữ hầu hết các vùng đất của Karelia thuộc Liên Xô từ trước năm 1940, gồm cả thủ phủ Petrozavodsk (Petroskoi). Năm 1944, Liên Xô đã đoạt lại khu vực này, Phần Lan đã công nhận điều này trong Thỏa thuận Đình chiến Moskva và Hiệp định Hòa bình Paris năm 1947. Người Karelia gốc Phần Lan lại một lần nữa di tản
Vào tháng 12 năm 1944, Eo đất Karelia cùng thành phố Viiborg (Viipuri) được chuyển từ CHXHCNXV Karelia-Phần Lan sang tỉnh Leningrad của CHXHCNXV Liên bang Nga, nhưng Lagoda Karelia vẫn là một phần của cộng hòa.
Ngày 16 tháng 7 năm 1956, cộng hòa đã sáp nhập vào CHXHCN Liên bang Nga và trở thành CHXHCNXV Tự trị Karelia. Việc di chuyển này có lẽ là sự giải thích cho bối cảnh tổng quan mang tính cải thiện thời hậu chiến của mối quan hệ Phần Lan-Xô viết, bao gồm cả việc Liên Xô quay trở lại Căn cứ Hải quân Porkala tại lãnh thổ được cho thuê với đầy đủ chủ quyền thuộc Phần Lan (tháng 1 năm 1956) và việc cho thuê Đảo Maly Vysotsky và việc Liên Xô trao trả phần lãnh thổ đã chiếm năm 1940 và 1944 tại Kênh Saimaa cho Phần Lan (1963).
Việc bãi bỏ CHXHCN Xô viết Karelia-Phần Lan năm 1956 là trường hợp duy nhất trong lịch sử Liên Xô (1922-1991) khi một thành viên Liên Xô chuyển thành một cộng hòa khác. Cùng với sự sụp đổ của Liên Xô, CHXHCNXV Tự trị Karelia trở thành Cộng hòa Karelia thuộc Liên bang Nga vào ngày 13 tháng 11 năm 1991.

## Chính trị
Chủ tịch của Xô viết Tối cao Karelia-Phần Lan (1940-1956) là Otto Wille Kuusinen, một người cộng sản Phần Lan. Trong cộng hòa cũng tồn tại một Đảng Cộng sản Karelia-Phần Lan do G.N. Kupriyanov lãnh đạo trong thập niên 1940. Yuri Andropov đã giữ chức bí thư thứ nhất Đoàn Thanh niên Komsomol tại cộng hòa trong vài năm.

### Chủ tịch Xô viết Tối cao[4]
| Tên             | Thời kỳ        |
| --------------- | -------------- |
| Nikolai Sorokin | 7/8/1940-?     |
| Adolf Taimi     | 15/4/1947–1955 |

### Chủ tịch Đoàn chủ tịch Xô viết Tối cao
| Tên                        | Thời kỳ             |
| -------------------------- | ------------------- |
| Mark Vasilyevich Gorbachev | 31/3/1940-11/7/1940 |
| Otto Kuusinen              | 11/7/1940-16/7/1956 |

### Chủ tịch Hội đồng Ủy viên Nhân dân (từ 1946-Chủ tịch Hội đồng Bộ trưởng)
| Tên                   | Thời kỳ          |
| --------------------- | ---------------- |
| I. P. Babkin (acting) | 31/3/1940-1940   |
| Pavel Prokkonen       | 1940-2/1947      |
| Voldemar Virolainen   | 2/1947-24/2/1950 |
| Pavel Prokkonen       | 1950-16/7/1956   |